# عائلة فانج (فلم 2015)
ذا فاميلي فانغ أو عائلة فانج (بالإنجليزية: The Family Fang) هو فيلم كوميدي تم إنتاجه في الولايات المتحدة وصدر في سنة 2015. الفيلم من إخراج جيسون بيتمان وكتابة ديفيد ليندسي أباير. من بطولة نيكول كيدمان وجيسون بيتمان وكريستوفر واكن وكاثرين هان.

## القصة
تدور أحداث الفيلم حول أخ وأخته يعودان إلى منزل العائلة بحثًا عن والديهما المشهوريّن، والمختفييّن دون أثر.

## الممثلون والشخصيات
- نيكول كيدمان (بدور: Annie Fang)
- جيسون بيتمان (بدور: Buster Fang)
- كريستوفر واكن (بدور: Caleb Fang)

## وصلات خارجية
- مقالات تستعمل روابط فنية بلا صلة مع ويكي بيانات